# Dominique Costagliola
Pour les articles homonymes, voir Costagliola.
Dominique Costagliola, née le 17 mai 1954 à Asnières-sur-Seine, est une épidémiologiste et biostatisticienne française. 
Elle est directrice de recherches à l'institut Pierre Louis d'épidémiologie et de santé publique (IPLESP) où elle travaille sur l'infection par le virus de l'immunodéficience humaine (VIH). Elle est membre de l'Académie des sciences depuis 2017. En décembre 2020, elle reçoit le grand prix de l'INSERM pour son travail sur le front de la lutte contre la pandémie de Covid-19.

## Biographie
Dominique Costagliola naît le 17 mai 1954 à Asnières-sur-Seine. Elle suit ses études secondaires au lycée Jean-Baptiste-Corot de Savigny-sur-Orge. Elle entre ensuite à l'université Pierre-et-Marie-Curie. Elle y obtient une maîtrise de physique en 1975. Elle est ensuite admise sur dossier en deuxième année à Télécom Paris. En troisième année, elle s'oriente vers l'option génie biologique et médical. En 1981, elle soutient sa thèse en génie biologique et médical à l'université Paris-Diderot.
En 1982, elle devient chargée de recherche à l'Institut national de la santé et de la recherche médicale (Inserm). Entre 1993 et 1999, elle est membre du conseil d’administration de cet institut. Entre 2001 et 2005, elle est membre du Conseil national du sida et des hépatites virales. Durant ces années 1990, elle met en évidence que les contaminations par le VIH de la mère vers l'enfant se produisent majoritairement lors de l'accouchement, permettant de mieux cibler les actions de prévention.
Elle est élue membre de l'Académie des sciences, le 5 décembre 2017, en section Biologie humaine et sciences médicales.
De 2014 à 2018, elle est directrice de l'Institut Pierre Louis d’épidémiologie et de santé publique, centre de recherches de Sorbonne-Université et de l'Inserm. Elle en est directrice adjointe depuis 2018,.

## Prises de position lors la pandémie du coronavirus 2019
Bien qu’elle ne soit pas médecin, Dominique Costagliola fait partie des experts médicaux régulièrement consultés dans les médias au sujet de la maladie à coronavirus 2019, aux côtés de Catherine Hill, Karine Lacombe et Anne-Claude Crémieux, Jean-François Delfraissy, etc. En janvier 2021, elle prend la présidence du Comité consultatif sur la Covid 19 mis en place par Anne Hidalgo à Paris. Elle plaide régulièrement dans les médias en faveur du confinement,, pendant les trois premières vagues épidémiques. Interrogée sur le calendrier du troisième déconfinement entamé le 3 mai 2021, elle répond : « Cela me paraît prématuré. La probabilité que ça passe, c’est-à-dire d’éviter une nouvelle saturation totale de l’hôpital, est faible ».
Fin 2021, dans une interview donnée au Monde, elle émet des doutes sur le mesures annoncées par le gouvernement concernant la reprise épidémique en relation avec le variant Omicron. Elle y estime, entre autres recommandations, qu’il est « indispensable » de généraliser le port du masque FFP2 « en particulier pour tous les soignants, mais aussi les enseignants et les personnes fragiles, immunodéprimées » », bien que le Haut Conseil de la santé publique ne le préconise pas spécialement, « du fait de son inconfort sur la durée avec gêne respiratoire et du risque de perte de ses performances de filtration attendues lors de la parole et des mouvements » et du « manque de données » sur la meilleure efficacité des masques FFP2 par rapport aux masques chirurgicaux et grand public.
En décembre 2022, dans un entretien donné à L'Express, elle fait un bilan sévère de l'année écoulée, alors que « […] Nous en sommes à près 40 000 morts du Covid en France, comme [elle le prévoyait] déjà en juillet ». Elle déclare : « Les malades du Covid ont été abandonnés par les autorités sanitaires de ce pays. Rappelez-vous : on nous a dit qu’Omicron était une chance, que ce serait une libération et qu’on n’aurait plus besoin de masques. Le gouvernement a ainsi fusillé l’utilisation du masque comme outil de prévention, non seulement pour le Covid, mais pour d’autres maladies infectieuses à transmission respiratoire. Des personnes sont mortes alors que nous aurions pu éviter leur décès, à un coût assez minime. » Elle émet la supposition qu'il puisse y avoir une « vague massive de comorbidités » en relation avec le Covid long et déplore l'inactivité des autorités en ce domaine. Elle craint qu'en maintenant cette politique nous en ayons encore pour dix ans avec le Covid.

## Distinctions

### Décorations
- Commandeure de l'ordre national du Mérite. Le 21 novembre 1995, Dominique Costagliola est nommée au grade de chevalier dans l'ordre national du Mérite au titre de « directeur de recherche ; 17 ans de services civils »[15]. Elle est faite chevalier de l'ordre le 9 avril 1996 puis directement promue au grade de commandeur dans l'ordre le 31 décembre 2020 au titre de « biomathématicienne, épidémiologiste, directrice de recherche à l'Institut national de la santé et de la recherche médicale, directrice de l'Institut Pierre Louis d'épidémiologie et de santé publique, membre de l'Académie des sciences, membre du consortium REACTing »[16].

- Officière de la Légion d'honneur. Elle est nommée au grade de chevalier dans l'ordre national de la Légion d'honneur le 13 juillet 2005 au titre de  « directrice de recherche à l'Institut national de la santé et de la recherche médicale »[17]. Elle est faite chevalier de l'ordre le 8 mars 2006, promue au grade d'officier le 11 juillet 2014 au titre de  « directrice de recherche dans un institut ; 22 ans de services civils »[18].

### Prix
En 2006, les membres de l'Académie des sciences lui décernent le prix Louis-Daniel Beauperthuy, puis l'élisent en 2018 au sein du collège des membres titulaires dans la discipline « Biologie humaine et sciences médicales »,.
En 2013, l'Inserm lui décerne son prix de la recherche Inserm pour ses travaux sur le VIH/sida, puis, en 2020, le Grand Prix de l'Inserm,.

## Plainte infondée
En décembre 2021, elle est perquisitionnée à 6 heures du matin sur demande du parquet national financier, à la suite d'un dépôt de plainte de l'association BonSens (dirigée par Xavier Azalbert) pour trafic d'influence et qui, d'après l'enquête du journaliste Victor Garcia pour L'Express, « ne repose sur aucune preuve » ; la plainte a été classée sans suites en mai 2023. 
Interrogée à ce sujet, Dominique Costagliola souligne une distorsion dans le traitement des plaintes, car elle a porté plainte en 2021 pour cyberharcèlement et menaces de mort contre Eric Chabrières, l'ex bras-droit de Didier Raoult, sans être informée du classement sans suite, alors que BonSens a été informé de ce classement sans suites.